# 硅宾
硅宾，又称硅烯、甲硅亚基自由基，是一种化合物，化学式为SiH2。它是最简单的卡宾——甲烯——的硅类似物。硅宾在气态下是稳定的，但浓缩时会以双分子方式迅速反应。不像可以以单线态或三重态存在的卡宾，硅宾（及其所有的衍生物）都以单线态存在。
硅宾也可以指硅宾的衍生物，其中的氢原子被其它取代基取代。大多数衍生物都含有酰胺基（NR2）或烷基/芳基。硅宾被提议为活性中间体。它们是卡宾类似物。

## 合成和性质
硅宾通常通过聚硅烷的热分解或光解、硅原子的反应（插入或加成）、硅烷的热裂解或1,1-二卤代硅烷的还原合成。长期以来，人们认为金属硅通过硅宾中间体转化为四价硅化合物：
Si + Cl2 → SiCl2
SiCl2 + Cl2 → SiCl4
类似的情况适用于Müller-Rochow合成，即氯甲烷和硅的反应。
硅宾的早期观察涉及通过将二甲基二氯硅烷脱氯生成二甲基硅烯：
SiCl2(CH3)2 + 2 K → Si(CH3)2 + 2 KCl
在三甲基硅烷的存在下进行脱氯，证明了二甲基硅烯的形成，而被捕捉的产物是五甲基乙硅烷：
Si(CH3)2 + HSi(CH3)3 → (CH3)2Si(H)−Si(CH3)3
一种可以在室温下分离的N-杂环硅宾是N,N′-二叔丁基-1,3-二氮杂-2-环戊硅-4-烯-2-亚基，首次于1994年由Michael K. Denk等人描述。

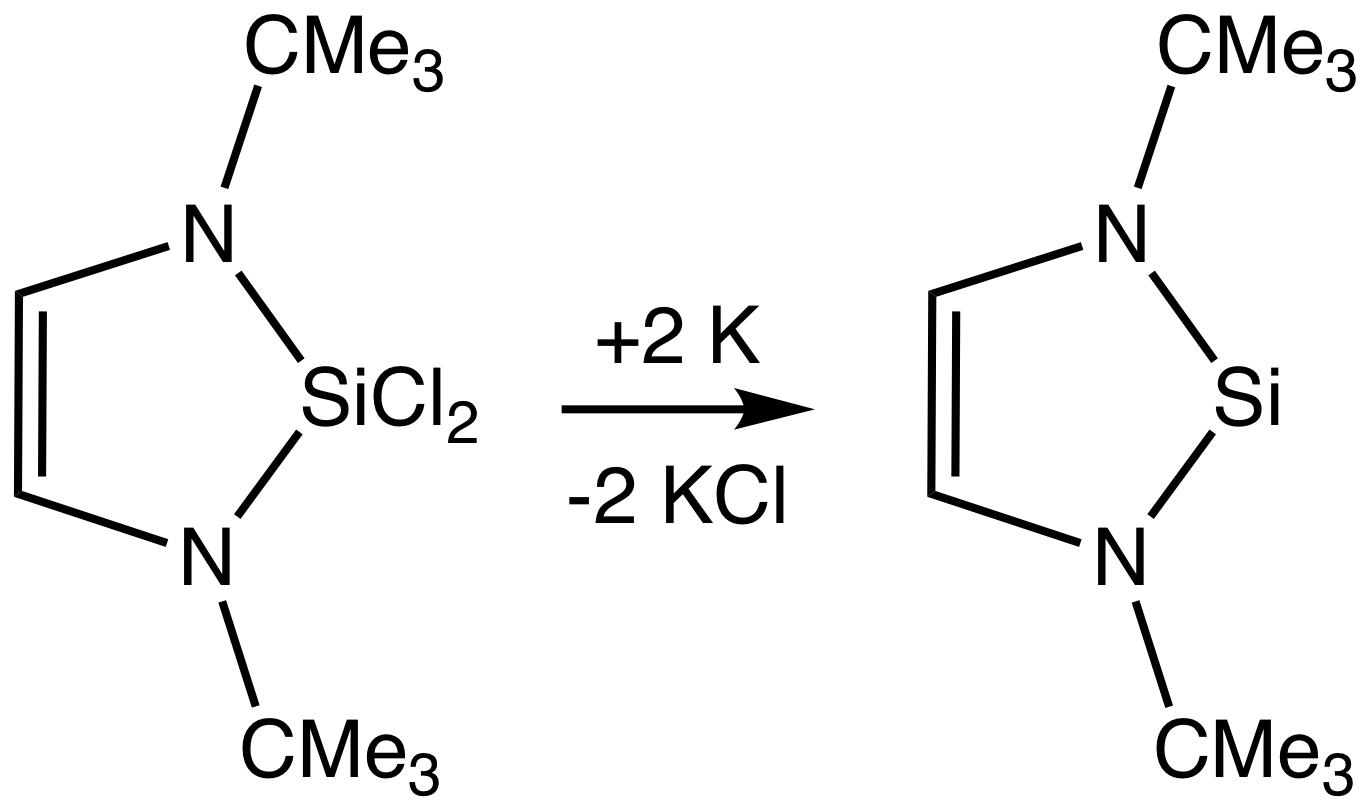
可分离硅宾的合成。

α-酰胺中心通过π供体稳定硅宾。二有机硅二卤化物的脱卤反应受到广泛使用和开发。

## 有关反应

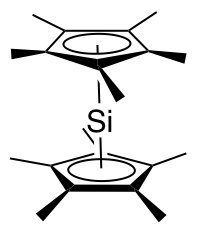
十甲基二茂硅是一种硅宾。

在一项研究中，二苯基硅烯由丙硅烷的闪光光解产生：
在这个反应中，二苯基硅烯从三硅环中挤压出来。这个硅烯可以用520 nm的紫外光谱法观察。它的半衰期很短，只有两微秒。添加甲醇后，它会充当化学捕捉，二级反应速率常数为1.3×1010 mol−1 s−1，接近于扩散控制。